# George Inness
George Inness (Newburgh, 1º maggio 1825 – Bridge of Allan, 3 agosto 1894) è stato un pittore statunitense, celebre per i suoi paesaggi.

## Biografia

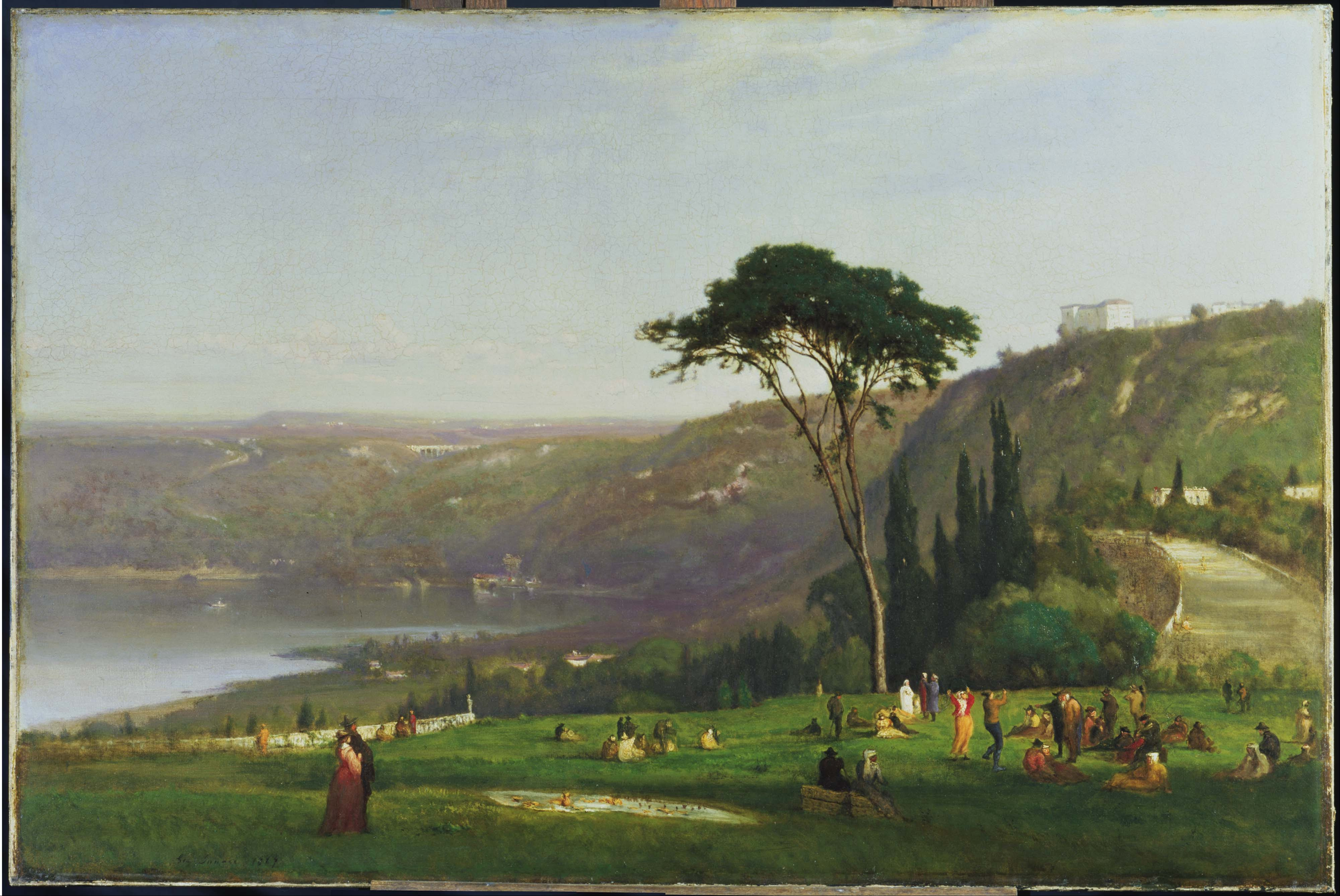
Lago Albano, Phillips Collection, Washington

Attorno al 1839 il suo primo maestro fu un certo Baker, ma già dal 1842 Inness prese l'abitudine di disegnare e dipingere all'aperto. Le prime mostrano l'influenza di Durand di Cole e degli altri pittori della Hudson River School, di cui può essere considerato un seguace tardo. Soggiornò molte volte in Europa, stringendo rapporti familiari con i pittori della scuola di Barbizon, tra cui Théodore Rousseau, Charles-François Daubigny, ma soprattutto Camille Corot, il cui influsso si ritrova nella Basilica di San Pietro a Roma del 1857, ora alla di New Britain e nelle composizioni successive, come ad esempio Nei boschi a Montclair del 1890, ora a Davenport, e il Plenilunio d'autunno del 1891, conservato alla Corcoran Gallery di Washington. in quest'ultime opere le forme si dissolvono nella luce, richiamando così le ultime tele di William Turner e di James Whistler.
Anche se negli ultimi anni di vita iniziò ad usare tonalità di colore più chiare, non adottò mai il tocco o la maniera impressionisti, che peraltro aveva conosciuto in Europa. I suoi paesaggi, tra cui il suo capolavoro è unanimemente considerato Pace e pienezza del 1865 ora nel Museum of Modern Art di New York, sono la rappresentazione pittorica di un sentimento intimo e soggettivo della natura.
Inness ha lasciato una copiosa opera: oltre seicento dipinti furono trovati nel suo studio dopo la morte, che è oggi suddivisa fra numerose collezioni sia private che pubbliche, come il Museum of Art di Cleveland, l'Albright-Knox Art Gallery di Buffalo, il museo di Providence e l'Art Institute of Chicago.